# Serafino Mazzarocchi
Serafino Mazzarocchi (Montegranaro, 7 febbraio 1890 – Bologna, 21 aprile 1961) è stato un ginnasta italiano, medaglia d'oro nella gara di concorso a squadre di Ginnastica ai Giochi olimpici di Stoccolma 1912 (squadra composta, oltre da Mazzarocchi, da Pietro Bianchi, Guido Boni, Alberto Braglia, Giuseppe Domenichelli, Carlo Fregosi, Alfredo Gollini, Francesco Loi, Luigi Maiocco, Giovanni Mangiante, Lorenzo Mangiante, Guido Romano, Paolo Salvi, Luciano Savorini, Adolfo Tunesi, Giorgio Zampori, Umberto Zanolini, Angelo Zorzi).

## Palmarès
| Anno | Manifestazione  | Sede      | Evento             | Risultato |
| ---- | --------------- | --------- | ------------------ | --------- |
| 1912 | Giochi olimpici | Stoccolma | Concorso a squadre | Oro       |

## Pubblicazioni
- Educazione Fisica, Manuale redatto sulla traccia dei programmi ufficiali per l'insegnamento elementare, Poligrafica Reggiana, Reggio Emilia, 1936 XIV.